# Ivan Serov

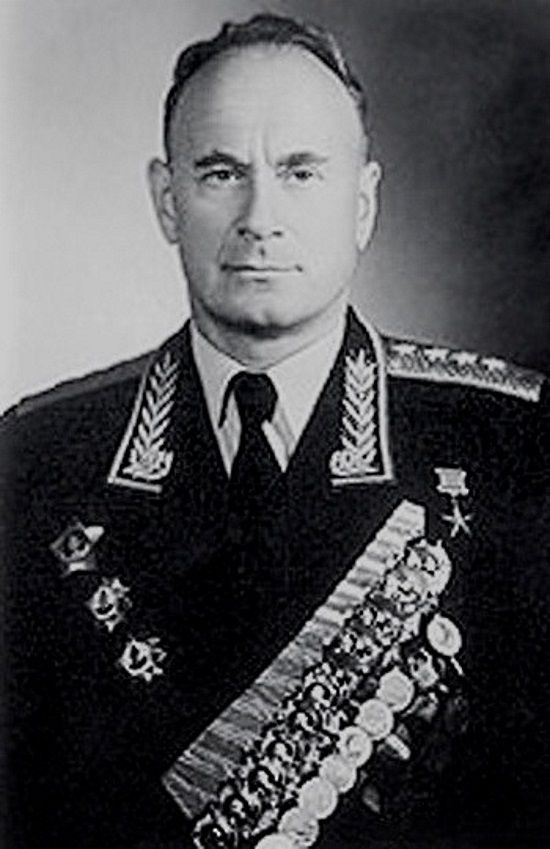
Ivan Aleksandrovich Serov

Generalul de armată Ivan Alexandrovici Serov (rusă Иван Александрович Серов)  (13 august 1905 - 1 iulie 1990) a fost șeful KGB-ului din 13 martie 1954 până în  8 decembrie 1958 și al GRU în perioada 1958-1963, ocuparea acestor două funcții făcându-l unic în istoria Rusiei/URSS-ului. A fost comisar adjunct al NKVD sub conducerea lui Lavrenti Beria și a jucat un rol major în intrigile politice de după moartea lui Iosif Stalin. Serov a ajutat la înființarea unei varietăți de forțe secrete de poliție în Europa Centrală și de Est după ridicarea Cortinei de Fier și a jucat un rol important în zdrobirea Revoluției Maghiare din 1956.
În interiorul forțelor de securitate sovietice, Serov era renumit, pentru că se lăuda colegilor săi că putea „rupe fiecare os din corpul unui om fără să-l omoare”.

## Tinerețea
S-a născut în satul Afimskoe din gubernia Vologda într-o familie țărănească rusă.  
În timpul copilăriei sale au avut loc schimbări majore în Rusia, culminând cu Revoluția bolșevică din octombrie 1917. 

## Carieră
În 1923, când avea 18 ani, s-a alăturat Armatei Roșii la scurt timp după încheierea Războiului civil rus.
În 1926, Serov a fost primit în rândurile Partidului Comunist al Uniunii Sovietice.
În anul 1928 a terminat Școala de ofițeri de artilerie din Leningrad. după care, a intrat în rândurile Armatei Roșii, unde a servit în funcții de comandant de pluton și de baterie. A urmat cursurile Academiei Militare „Frunze”, pe care le-a absolvit în 1939.

### Al Doilea Război Mondial
În ianuarie 1939 a intrat în rândurile cadrelor NKVD-ului. În perioada 1939 – 1941, Serov a fost Comisar al Poporului pentru Afaceri Interne al RSS Ucrainiene.
Revista Time l-a acuzat că este responsabil pentru moartea a „sute de mii de țărani ucraineni” în această perioadă. Serov era și coleg în Ucraina cu Nikita Hrușciov, care era supranumit „Măcelarul Ucrainei”.
În perioada 1941 – 1945, a fost numit prim-adjunct și mai apoi adjunct al Comisarului Poporului pentru Afacerile Interne al URSS. Pe lângă îndeplinirea atribuțiilor sale în acest post, Serov a fost responsabil și de coordonarea deportărilor din țările baltice și din Polonia.
Anumite surse îl consideră responsabil pentru masacrul de la Katyn – asasinarea în masă a ofițerilor polonezi prizonieri de război.

#### Comisar adjunct al NKVD

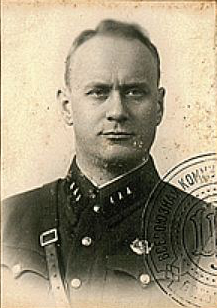
Ivan Serov (1941)

În 1941, Serov a fost promovat pentru a deveni comisar adjunct al NKVD, slujind direct sub Beria; în această calitate, Serov a fost responsabil pentru deportarea unei varietăți de popoare caucaziene. El a emis așa-numitele Instrucțiuni Serov, care detaliau procedurile pentru deportările în masă din țările baltice[8] (de ceva timp a fost confundat cu Ordinul NKVD nr. 001223 de către istorici). De asemenea, a coordonat expulzarea în masă a tătarilor din Crimeea din RSS Crimeea la sfârșitul celui de-al Doilea Război Mondial.

### După război
În 1945, Serov a fost transferat pe Frontul 2 Bielorus și a mers la Berlin în mai acelui an. A stat acolo până în 1947 și a ajutat la organizarea construcției Stasi, poliția secretă est-germană. Serov a fost, de asemenea, acolo pentru a-l monitoriza și a spiona pe Mareșalul Gheorghi Jukov, în timp ce acționa ca consilier politic.
Viktor Suvorov susține că în 1946, Serov a luat parte personal la execuția lui Andrei Vlasov, împreună cu restul comandamentului Armatei Ruse de Eliberare, o organizație care a cooperat cu naziștii în al Doilea Război Mondial.
Serov a fost una dintre figurile de rang înalt din SMERȘ, departamentul de contrainformații din timpul războiului al trupelor Armatei Roșii, Marinei și NKVD, adjunct al lui Viktor Abakumov. În această funcție, Serov a înființat Ministerul polonez al Securității Publice, poliția secretă poloneză până în 1956, acționând ca principal consilier și organizator sovietic.
Serov a organizat persecuția Armiei Krajowa în calitate de comisar adjunct, ajutând la apariția erei staliniste a istoriei poloneze.
În perioada 1947 – 1953, Serov a fost numit din nou prim adjunct al Comisarului Poporului pentru Afaceri Interne. 
După moartea lui Stalin, Serov, care avea încrederea lui Beria, l-a trădat. El a conspirat cu ofițerii GRU împotriva lui Beria pentru a evita propria cădere. Serov a fost unul dintre puținii membri seniori ai poliției politice care a supraviețuit incidentului.
Din martie 1954 până în decembrie 1958, a fost președinte al KGB al Uniunii Sovietice. 
Serov a jucat un rol cheie în criza din Ungaria, trimițând rapoarte către Kremlin de la Budapesta și escortând liderii prezidiului sovietic Anastas Mikoyan și Mihail Suslov printr-un transportor blindat la Budapesta pe 24 octombrie, deoarece la Budapesta erau lupte de stradă.
În 1956, Revoluția Maghiară a răsturnat guvernul comunist ungar în exercițiu și, ca răspuns, János Kádár a format un nou guvern care a fost mai loial Moscovei, care avea puțin sprijin popular. Serov a fost responsabil pentru arestarea susținătorilor lui Imre Nagy care încercau să negocieze cu oficialii militari sovietici.
Serov a organizat deportări de maghiari, unul fiind Imre Nagy. Serov a încercat, de asemenea, să împiedice Consiliul Muncitorilor din Budapesta să negocieze pentru returnarea deportaților și a drepturilor politice, folosind trupe sovietice pentru a împiedica consiliul să se întrunească în Sala Sporturilor orașului. Serov a coordonat răpirea generalului maghiar Pál Maléter, și întreruperea discuțiilor de pace dintre Armata Roșie și forțele maghiare.
Serov a fost înlăturat din postul său de șef al KGB în 1958, la sugestiile lui Nikita Hrușciov, care spusese că vizitatorii occidentali se puteau aștepta că în viitor „nu vor vedea atât de mulți polițiști în zonă” și că forța de poliție sovietică va fi supusă unui proces de restructurare.  
Între 1958 – 1963 Serov a devenit directorul GRU (spionajul militar). 
În această calitate, el a participat la criza rachetelor din Cuba, ajutând conducerea sovietică cu date de la serviciile de spionaj. După eșecul Uniunii Sovietice de a câștiga avantaj în criza rachetelor din Cuba, Serov a fost demis.

## Decăderea
În 1963 a fost degradat la gradul de general-maior și i s-a retras ordinul Erou al Uniunii Sovietice ca urmare a „lipsei de vigilență comunistă” în cazul spionului Oleg Penkovski, (unul dintre protejații lui Serov). 
În 1965, Serov a fost exclus din Partidul Comunist.
Serov a murit în 1990.

## Personalitate
În dosarele MI5 despre Serov, agenții britanici care îl cunoscuseră l-au caracterizat „preferatul doamnelor”, cu bune maniere, îmbrăcat cu grijă și băutor moderat. El a demonstrat o familiaritate considerabilă pentru romane polițiste, cum ar fi Sherlock Holmes. Avea un simț al umorului oarecum grobian, iar glumele lui erau în general sarcastice și, uneori, puternic antisemite.
Conform rapoartelor MI5, Serov era „un organizator capabil, cu o minte vicleană”.

## Decorații

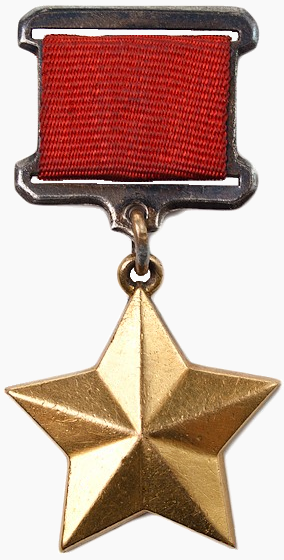
Erou al Uniunii Sovietice
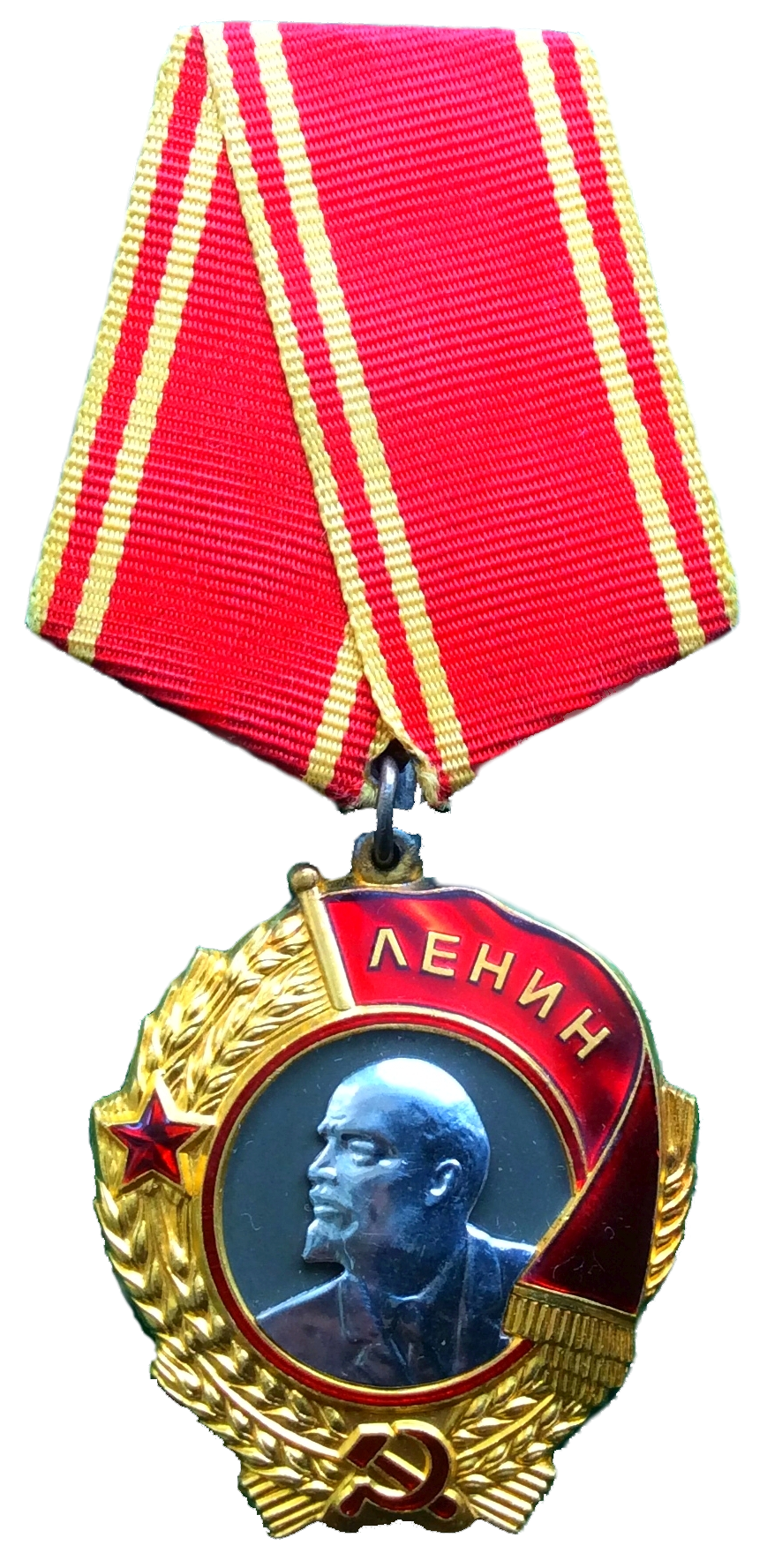
Ordinul Lenin 6x
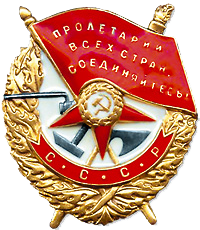
Ordinul Steagul Roșu 5x
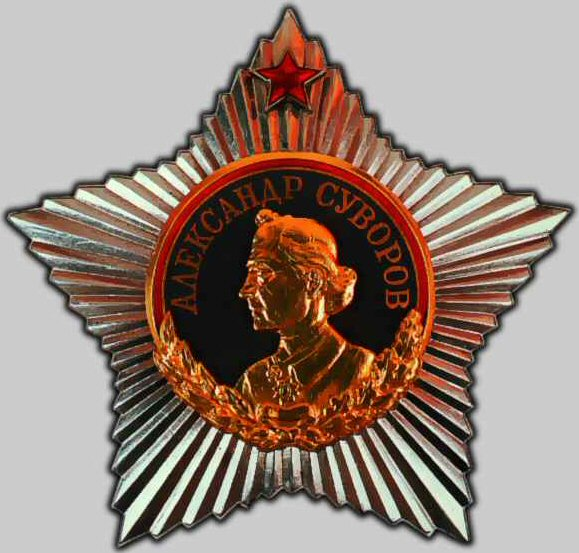
Ordinul Suvorov clasa I-a
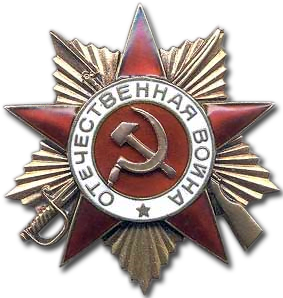
Ordinul Războiul Patriotic clasa I-a
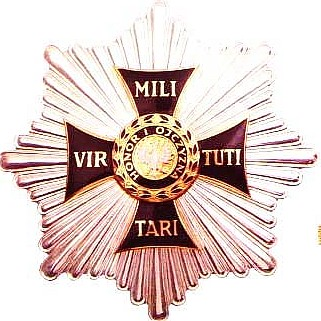
Virtuti Militari crucea de aur